# Charlotte Wells
Charlotte „Charlie“ Wells (* 1987 in Edinburgh) ist eine schottische Filmproduzentin, Drehbuchautorin und Filmregisseurin.

## Leben
Die 1987 im schottischen Edinburgh geborene Charlotte Wells studierte zunächst am King’s College London und hiernach in Oxford. Um das Jahr 2010 herum arbeitete sie in New York im Finanzdienstleistungsbereich und begann dort ein Filmstudium an der Tisch School of the Arts der New York University, das sie 2017 abschloss.
Ihr erster Kurzfilm Tuesday war zweifach bei den BAFTA Scotland New Talent Awards nominiert, ebenso einmal bei den London Critics’ Circle Awards, und erhielt beim Glasgow Short Film Festival eine lobende Erwähnung. Ihr zweiter Kurzfilm Laps wurde 2017 beim Sundance Film Festival gezeigt und erhielt beim SXSW Film Festival im gleichen Jahr eine lobende Erwähnung der Jury. Ihren dritten Kurzfilm Blue Christmas drehte sie in einer schottischen Stadt an der Küste. Dieser ist nach ihren eigenen Aussagen sehr stark von ihrer Familie inspiriert.
Ihr Spielfilmdebüt, das Filmdrama Aftersun, feierte im Mai 2022 bei den Filmfestspielen in Cannes seine Premiere, wo der Film in der Semaine de la Critique gezeigt wurde. Für das Drehbuch zum Film war sie 2020 zum Sundance Screenwriters Lab, einem Programm in Zusammenarbeit mit dem Sundance Film Festival, eingeladen worden.
Ende Juni 2023 wurde sie Mitglied der Academy of Motion Picture Arts and Sciences. Im Jahr 2025 wurde Wells in die Jury des  Luigi de Laurentiis Awards der Filmfestspiele von Venedig berufen, der sie als Präsidentin vorsteht.
Wells lebt in New York.

## Filmografie
- 2014: F to 7th (Fernsehserie, 8 Folgen)
- 2015: In a Room Below (Kurzfilm)
- 2015: Tuesday (Kurzfilm, auch Regie und Drehbuch)
- 2016: Alice (Kurzfilm)
- 2016: Briefcase (Kurzfilm)
- 2016: Red Folder (Kurzfilm)
- 2017: Été (Kurzfilm)
- 2017: Laps (Kurzfilm, Regie und Drehbuch)
- 2017: Blue Christmas (Kurzfilm, Regie und Drehbuch)
- 2019: Raf (Kurzfilm)
- 2022: Aftersun (Regie und Drehbuch)

## Auszeichnungen
British Academy Film Award
- 2023: Nominierung als Bester britischer Film (Aftersun)
- 2023: Auszeichnung für die Beste Nachwuchsleistung (Aftersun)

British Independent Film Award
- 2022: Auszeichnung als Bester britischer Independent-Film (Aftersun)
- 2022: Auszeichnung für die Beste Regie (Aftersun)
- 2022: Auszeichnung für das Beste Regiedebüt (Aftersun)
- 2022: Auszeichnung für das Beste Drehbuch (Aftersun)[9][10]

Critics’ Choice Movie Award
- 2023: Nominierung für das Beste Originaldrehbuch (Aftersun)[11]

Directors Guild of America Award
- 2023: Nominierung für das Beste Regiedebüt (Aftersun)[12]

Filmfest München
- 2022: Auszeichnung mit dem CineVision Award als Bester internationaler Nachwuchsfilm (Aftersun)[13]

Gotham Award
- 2022: Auszeichnung für die Beste Nachwuchsregie (Aftersun)

Independent Spirit Award
- 2023: Auszeichnung als Bester Debütfilm (Aftersun)[14]

London Critics’ Circle Film Award
- 2023: Auszeichnung für die Beste britische Nachwuchsregie (Aftersun)
- 2023: Nominierung für die Beste Regie (Aftersun)
- 2023: Nominierung für das Beste Drehbuch (Aftersun)[15][16]

National Board of Review Award
- 2022: Auszeichnung für das Beste Regiedebüt (Aftersun)[17]

New York Film Critics Circle Award
- 2022: Auszeichnung als Bestes Erstlingswerk (Aftersun)[18]

Sarajevo Film Festival
- 2022: Auszeichnung mit dem Special Award for Promoting Gender Equality (Aftersun)[19]

Sundance Film Festival
- 2017: Nominierung für den Short Film Grand Jury Prize (Laps)
- 2018: Nominierung für den Short Film Grand Jury Prize (Blue Christmas)